# 导子
导子（英語：derivation）在抽象代数中是指代数上的一个函数，推广了导数算子的某些特征。明确地，给定一个环或域 k 上一个代数 A，一个 k-导子是一个 k-线性映射 D: A → A，满足莱布尼兹法则：
{\displaystyle D(ab)=(Da)b+a(Db)\ .}
更一般地，从 A 映到 A-模 M 的一个 k-线性映射 D，满足莱布尼兹法则也称为一个导子。A  所有到自身的 k-导子集合记为 Derk(A)。从 A 到 A-模 M 的所有 k-导子集合记为 Derk(A,M)。
导子在不同的数学领域以许多不同的面貌出现。关于一个变量的偏导数是 Rn 上实值可微函数组成的代数上的一个 R-导子。关于一个向量场的李导数是可微流形上可微函数代数上的 R-导子；更一般地，它是流形上张量代数的导子。平彻尔导数是一个抽象代数上的导子的例子。如果代数 A 非交换，则关于 A 中一个元素的交换子定义了 A 到自身的线性映射，这是 A 的一个 k-导子。一个代数 A 装备一个特定的导子 d 组成了一个微分代数，这自身便是一些研究领域的一个重要对象，比如微分伽罗瓦理论。

## 性质
莱布尼兹法则本身有一系列直接推论。首先，如果 x1, x2, ... ,xn ∈ A，那么由数学归纳法得出
{\displaystyle D(x_{1}x_{2}\cdots x_{n})=\sum _{i}x_{1}\dots x_{i-1}D(x_{i})x_{i+1}\cdots x_{n}\ .}
特别地，如果 A 可交换且 x1=x2=...=xn，那么此公式简化成熟悉的幂法则 D(xn) = nxn-1D(x)。如果 A 是有单位的，则 D(1) = 0 因为 D(1) = D(1·1) = D(1) + D(1)。从而，因 D 是 k-线性的，推出对所有 x∈k 有 D(x)=0。如果 k ⊂ K 是一个子环，A 是一个 K-代数，则有包含关系
{\displaystyle Der_{K}(A,M)\subset Der_{k}(A,M)\ ,}
因为任何 K-导子当然是一个 k-导子。
从 A 到 M 的 k-导子的集合，Derk(A,M) 是 k-上的一个模。而且，k-模 Derk(A) 组成了一个李代数其李括号定义为交换子：
{\displaystyle [D_{1},D_{2}]=D_{1}\circ D_{2}-D_{2}\circ D_{1}\ .}
容易验证两个导子的李括号仍然是一个导子。

## 分次导子
如果我们有一个分次代数 A，D 是 A 上一个阶数 d = |D| 的齐次线性映射，则 D 是一个齐次导子如果
{\displaystyle \scriptstyle {D(ab)=D(a)b+\epsilon ^{|a||D|}aD(b)},\epsilon =\pm 1} 
作用在 A 的齐次元素上。一个分次导子是具有相同 ε 的一些齐次导子的和。
如果交换因子 ε = 1，定义变为通常情形；如果 ε = -1，那么对奇数 |D| 有{\displaystyle \scriptstyle {D(ab)=D(a)b+(-1)^{|a|}aD(b)}}，它们称为反导子。
反导子的例子包含作用在微分形式上的外导数与内乘。
超代数（即：Z2-分次代数）的分次导子经常称为超导子。